# Libros

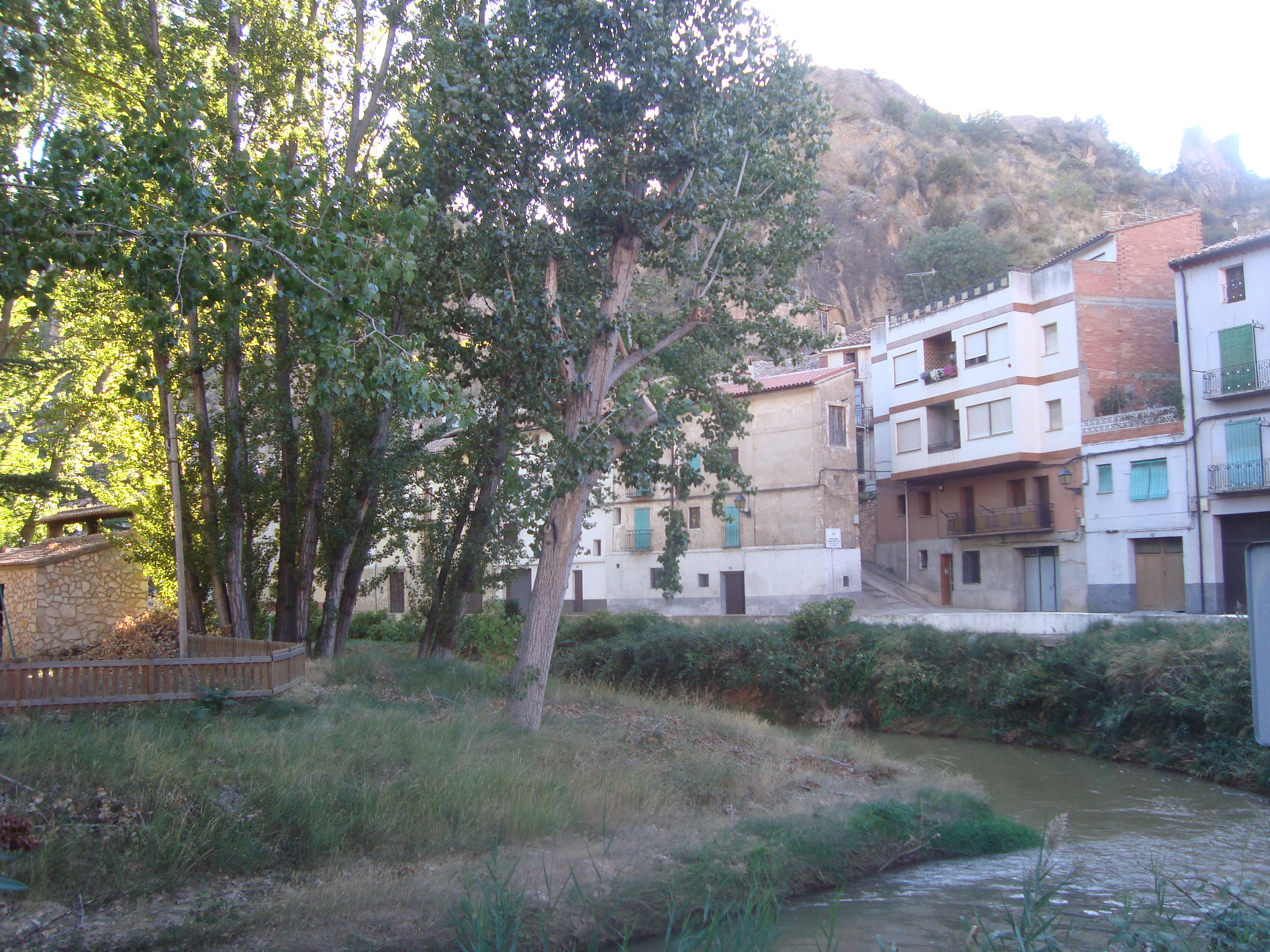
Libros (Teruel)

Libros est une commune d’Espagne, dans la province de Teruel, communauté autonome d'Aragon comarque de Teruel.

## Histoire
Au XIIIe siècle, Libros était une seigneurie dépendante de la commanderie templière de Villel (es).

## Démographie
En 2022, elle comptait 102 habitants sur une superficie de 37,91 km².

## Liens externes

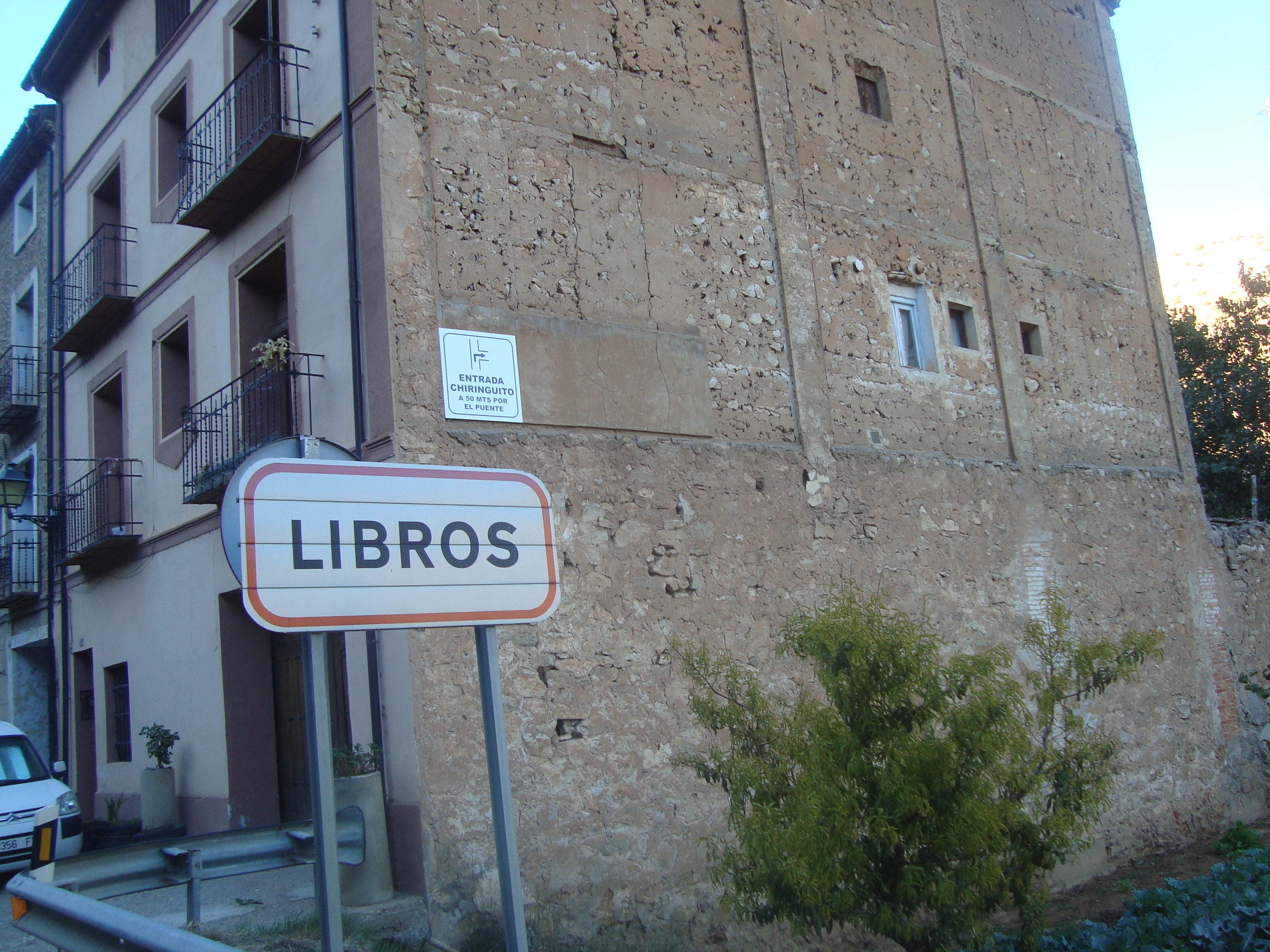
Libros (Teruel)

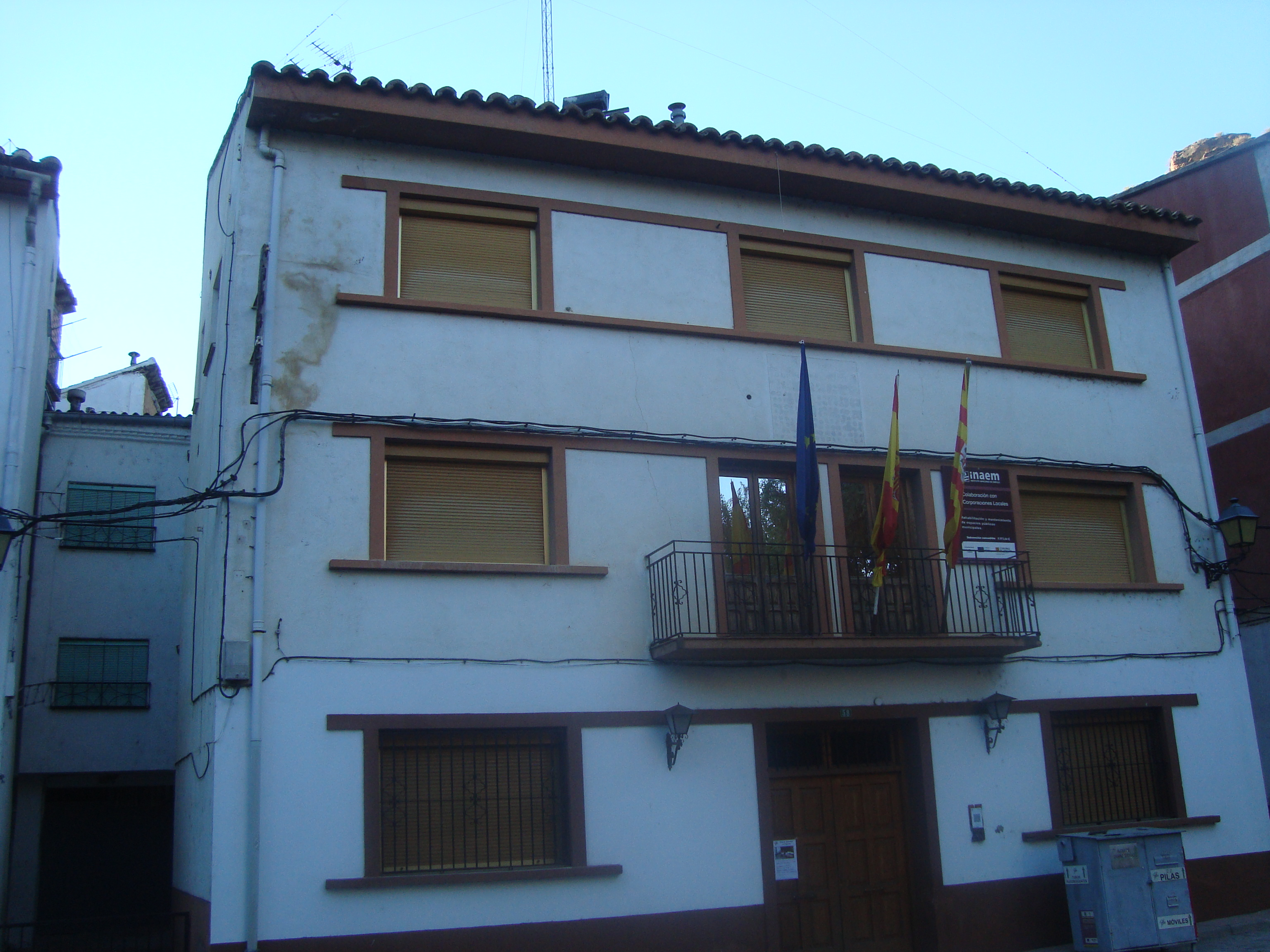
Libros (Teruel)

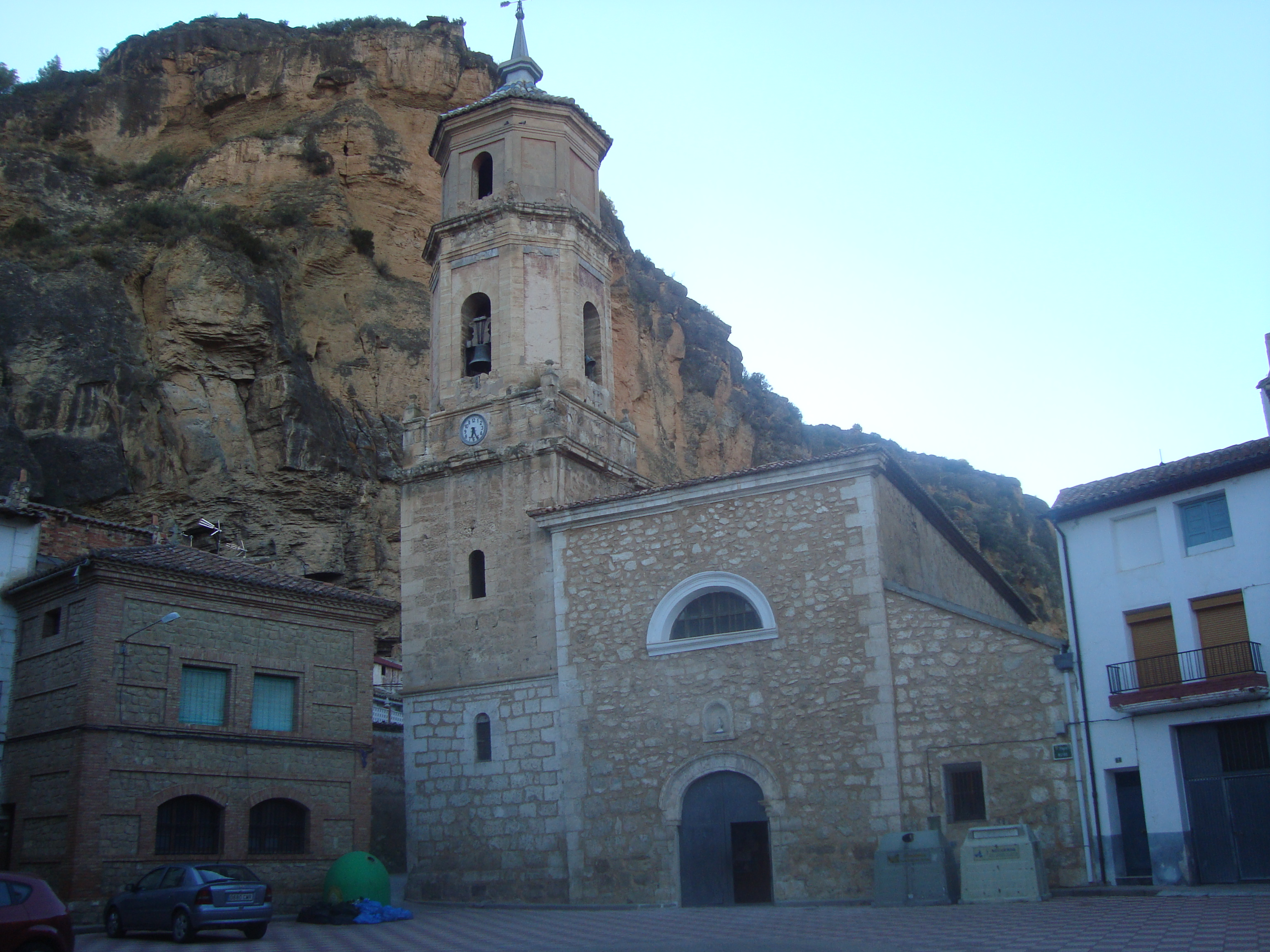
Libros (Teruel)

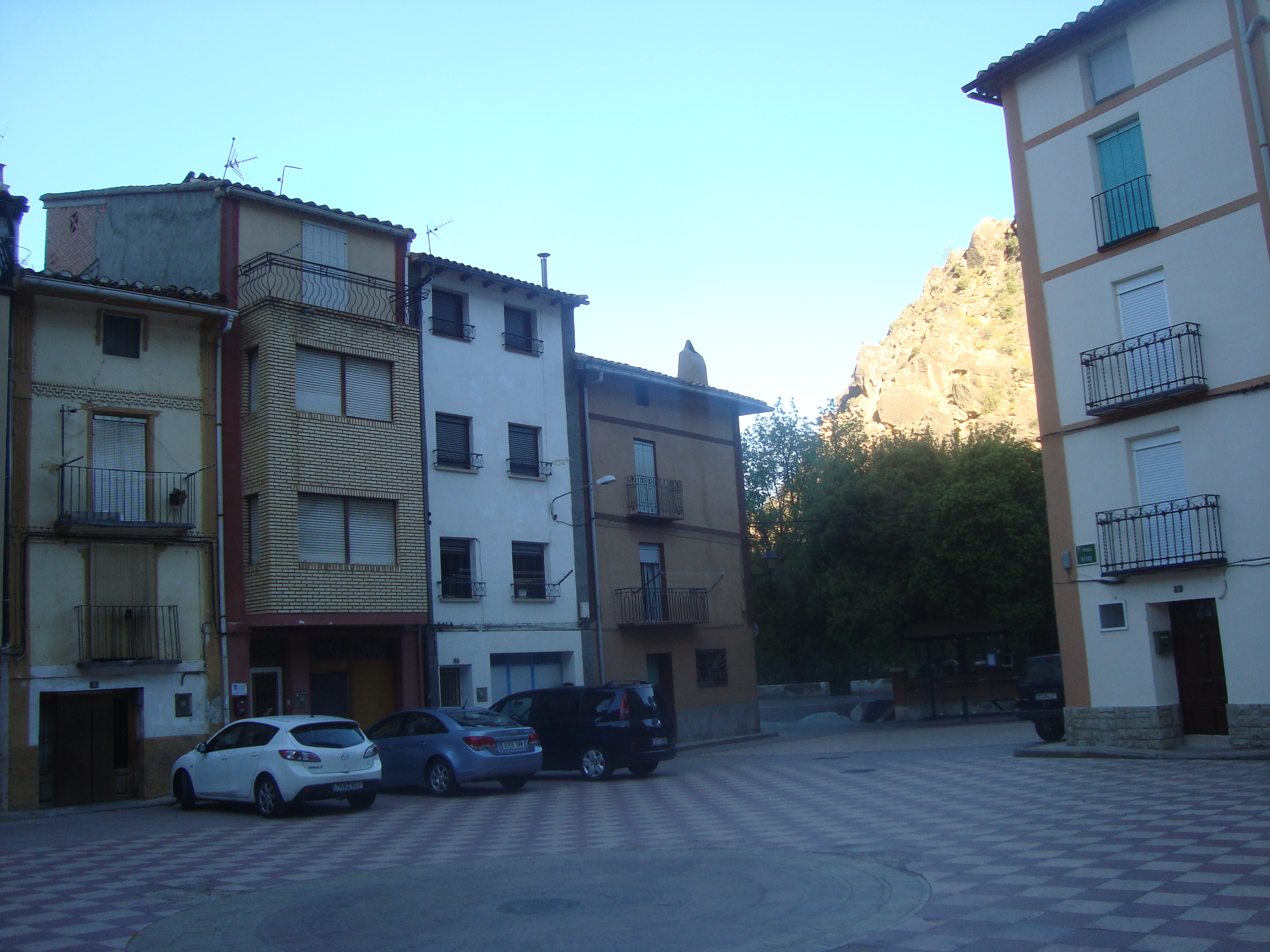
Libros (Teruel)